# Рита Ворник
Рита Марвин Ворник (енгл. Retha Marvine Warnicke) је америчка историчарка, професорка на Универзитету у Аризони.
Завршила је Универзитет у Индијани, а потом уписала историју на Харварду, и стекла звање магистра, а 1969. и доктора наука. Већ за време рада на докторату, Рета се запослила као професор историје на Универзитету у Аризони, где је убрзо постала шеф катедре за историју – прва жена на тој позицији у историји Аризоне. Интензивно је радила на побољшању права жена и студената. Више од половине професора на њеном департману биле су жене. Ворникова је деценијама проучавала живот у Енглеској у доба Тјудора, а највише се бавила краљицом Аном Болен. То је резултовало бројним и подробним студијама о њеном животу, које се данас сматрају најрелевантнијим када је Боленова у питању. Најпознатије међу њеним књигама су Inventing the Wicked Women of Tudor England: Alice More, Anne Boleyn and Anne Stanhope, Sexual Heresy at the Court of Henry VIII, The Marrying of Anne of Cleves: Royal Protocol in Tudor England, Anne Boleyn's Childhood and Adolescence и The Rise and Fall of Anne Boleyn: Family politics at the court of Henry VIII. Једна од теорија које заступа је и та да Ана никако није рођена 1501. године, већ много касније – у лето 1507.